# Krevlický Dvůr
Krevlický Dvůr nebo též Krevlice (německy Krewlitzer Hof) je osada v okrese Žďár nad Sázavou v kraji Vysočina. Jde o místní část obce Březské, leží na jižním konci jejího podlouhlého katastrálního území. Nachází se asi 3 km severozápadně od Velké Bíteše a asi 36 km jihovýchodně od Žďáru nad Sázavou. V roce 2021 zde žilo 23 obyvatel v deseti domech.
Krevlickým Dvorem prochází silnice I/37. Je zde registrováno 14 čísel popisných, přičemž původní budovy dvora mají pouze jedno číslo popisné, 30. Nachází se zde několik rybníků, z nichž největší a jediný pojmenovaný je U víru. Potok Bítýška odděluje Krevlický Dvůr od Nových Sadů.